# Disput u noći
Disput u noći (übersetzt: Disput bei Nacht) ist ein dramatischer jugoslawischer Fernsehfilm aus dem Jahr 1976.
Der in Schwarz-Weiß gedrehte Film entstand unter der Regie von Milenko Maričić. Das Drehbuch schrieb Predrag Golubović.

## Handlung
Der Fernsehfilm behandelt ein Streitgespräch zwischen Erasmus von Rotterdam und Martin Luther und zeigt somit eine Episode aus dem Leben Martin Luthers.

## Hintergrund
Der Film wurde vom Radiotelevizija Beograd hergestellt, welcher heutzutage den Namen Radio-Televizija Srbije trägt.